# Kungkung Caka
Kungkung Caka (kinesiska: Kongkong Chaka, 孔孔茶卡) är en saltsjö i Kina. Den ligger i den autonoma regionen Tibet, i den sydvästra delen av landet, omkring 470 kilometer nordväst om regionhuvudstaden Lhasa. Arean är 24,6 kvadratkilometer.
Genomsnittlig årsnederbörd är 241 millimeter. Den regnigaste månaden är juli, med i genomsnitt 74 mm nederbörd, och den torraste är december, med 2 mm nederbörd.